# Volen Siderov
Volen Nikolov Siderov (Bulharsky: Волен Николов Сидеров; *19. dubna 1956 Jambol) je bulharský nacionalistický politik, předseda politické strany Útok (Bulharský: Атака).

## Životopis
Volen Siderov vystudoval v Sofii obor aplikovaná fotografie a až do pádu komunistického režimu v Bulharsku pracoval v Národním literárním muzeu jako fotograf.
Na podzim 2006 kandidoval na post bulharského prezidenta, postoupil z druhého místa do druhého kola, ale v něm byl poražen socialistou Georgiem Parvanovem.